# Boxworth
Boxworth est une paroisse civile et un village du Cambridgeshire, en Angleterre.